# Consejo Interamericano para el Desarrollo Integral
Instancia de la Organización de Estados Americanos (OEA) que se dedica a promover la cooperación entre los Estados americanos para alcanzar el desarrollo integral y eliminar la pobreza extrema. Tiene su origen a raíz de una reforma a la Carta de la OEA durante la Asamblea General celebrada en Managua en 1993. Esta reforma integró en un solo órgano al anterior Consejo de Educación, Ciencia y Cultura y al Consejo de Cuestiones Económicas y Sociales. Con esta reforma se pretendía colocar bajo un mismo liderazgo el manejo de los programas de asistencia técnica.
- Datos: Q5783801